# 甘木観光バス

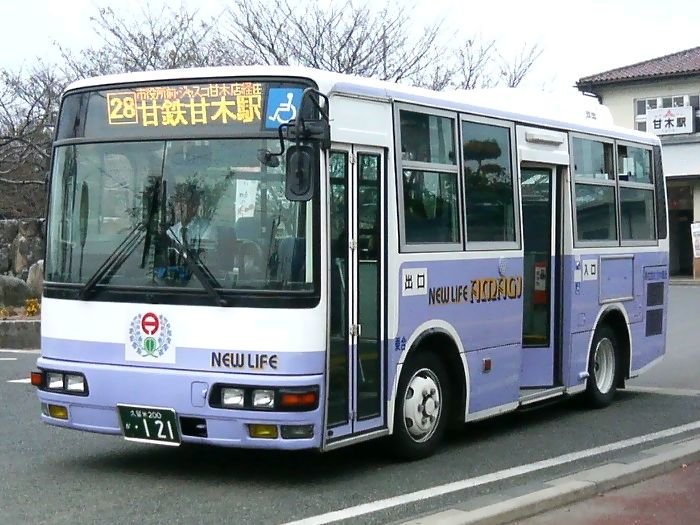
一般路線車

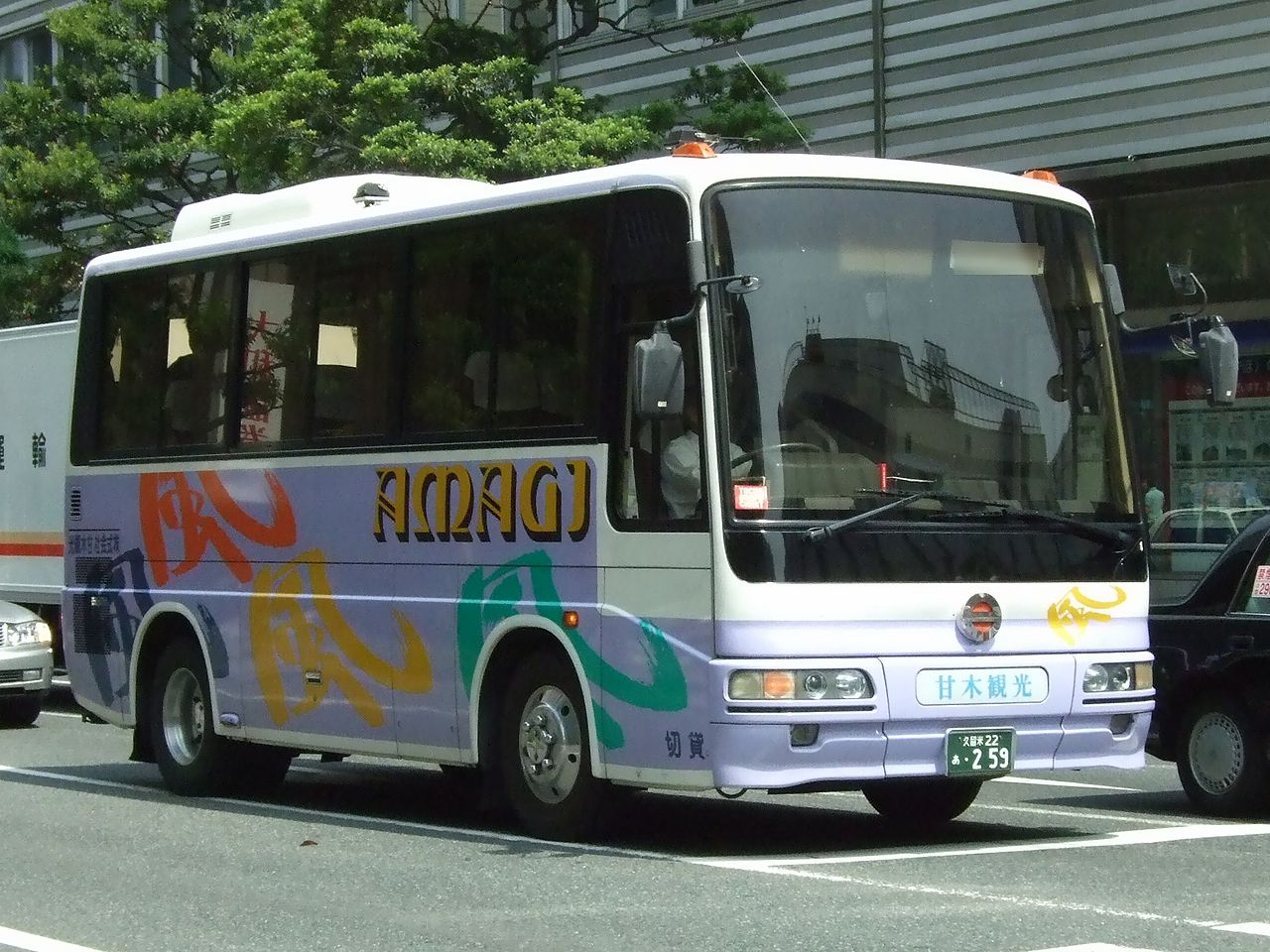
貸切車

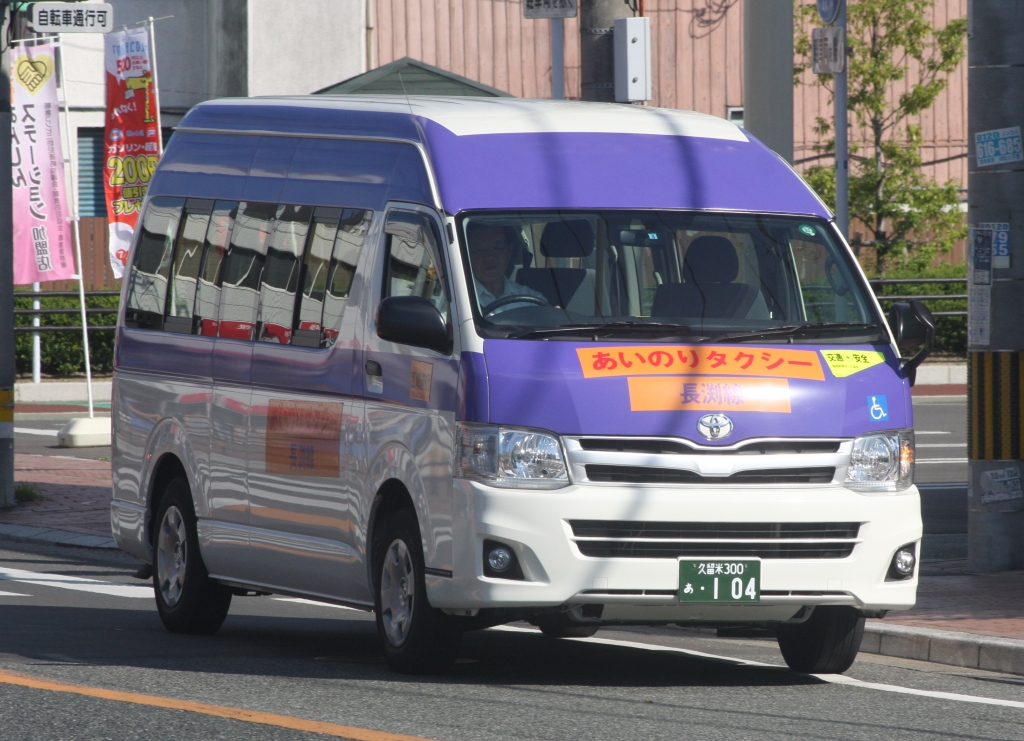
朝倉市あいのりタクシー

株式会社甘木観光バス（あまぎかんこうバス）は、福岡県朝倉市の旧甘木市地区を中心に貸切バス、乗合バスを運行する事業者である。略称は「甘観（あまかん）」。
本社を甘鉄甘木駅北方の福岡県朝倉市大字甘木1396番地2に置き、貸切バス、路線バスを同一施設で管理している。甘鉄甘木駅前にもバスの待機用駐車場を設けているほか、西鉄甘木線馬田駅近くにも路線バス車庫を設けている。

## 路線バス事業
貸切バス事業とタクシー事業を行っていたが、2001年（平成13年）4月1日、当時の甘木市内でバスを運行していた西日本鉄道が甘木幹線を除く甘木市内・近郊路線から撤退したのを受け、同社が運行していた路線を引き継ぐ形で路線バス事業に参入した。福岡県貸切バス協会加盟企業であり、社団法人日本バス協会の会員にはなっていない。
対象となった路線は甘木市（現・朝倉市）が中心であったが、一部の路線は朝倉町（現：朝倉市）、三輪町（現：筑前町）、田主丸町（現・久留米市田主丸町）にも及ぶ。
運行経路は西鉄時代と基本的には同じである。運行本数は西鉄時代に比べ若干減便されているが、西鉄は甘木駅から約800m離れた甘木バスセンターを運行拠点にしていたのに対して、甘木観光バスは甘木鉄道甘木駅前のロータリーを運行拠点としており、西鉄時代は甘木バスセンターから発着していた路線も全路線・全便が甘木駅前発着となったので、鉄道との乗り継ぎの利便性は向上している。甘木バスセンターには乗り入れず、バスセンター脇の国道386号線上に「甘木中央」停留所を設けている。
路線図・時刻表は朝倉市のホームページ上で公開している(#外部リンクを参照)。営業所でも時刻表を配布している。

### 運行路線

#### 秋月線
- １ : 甘鉄甘木駅 - 西鉄甘木駅 - 昭和通り - 希声館前 - 甘木中央 - 恵比寿町 - 木工所前 - 持丸 - 下渕 - 大園橋 - 千手 - 夫婦石 - 長谷山 - 公民館前 - 眼鏡橋 - 秋月- 博物館前 - 野鳥（のとり）
- ２ : 甘鉄甘木駅 - 西鉄甘木駅 - 昭和通り - 希声館前 - 甘木中央 - 恵比寿町 - 木工所前 - 持丸 - 下渕 - 大園橋 - 千手 - 夫婦石 - 長谷山 - 公民館前 - 眼鏡橋 - 秋月- 博物館前 - 野鳥 - 白山神社前 - 古処山入口 - だんごあん

系統番号は1番、だんごあんまで行くものは2番である。主に国道322号を経由して朝倉市中心部と秋月地区を結ぶ路線である。
本数は基本的に毎時1本。朝夕は2本運行される。2系統は7月 - 9月のみ運行となっている。

#### 田主丸線

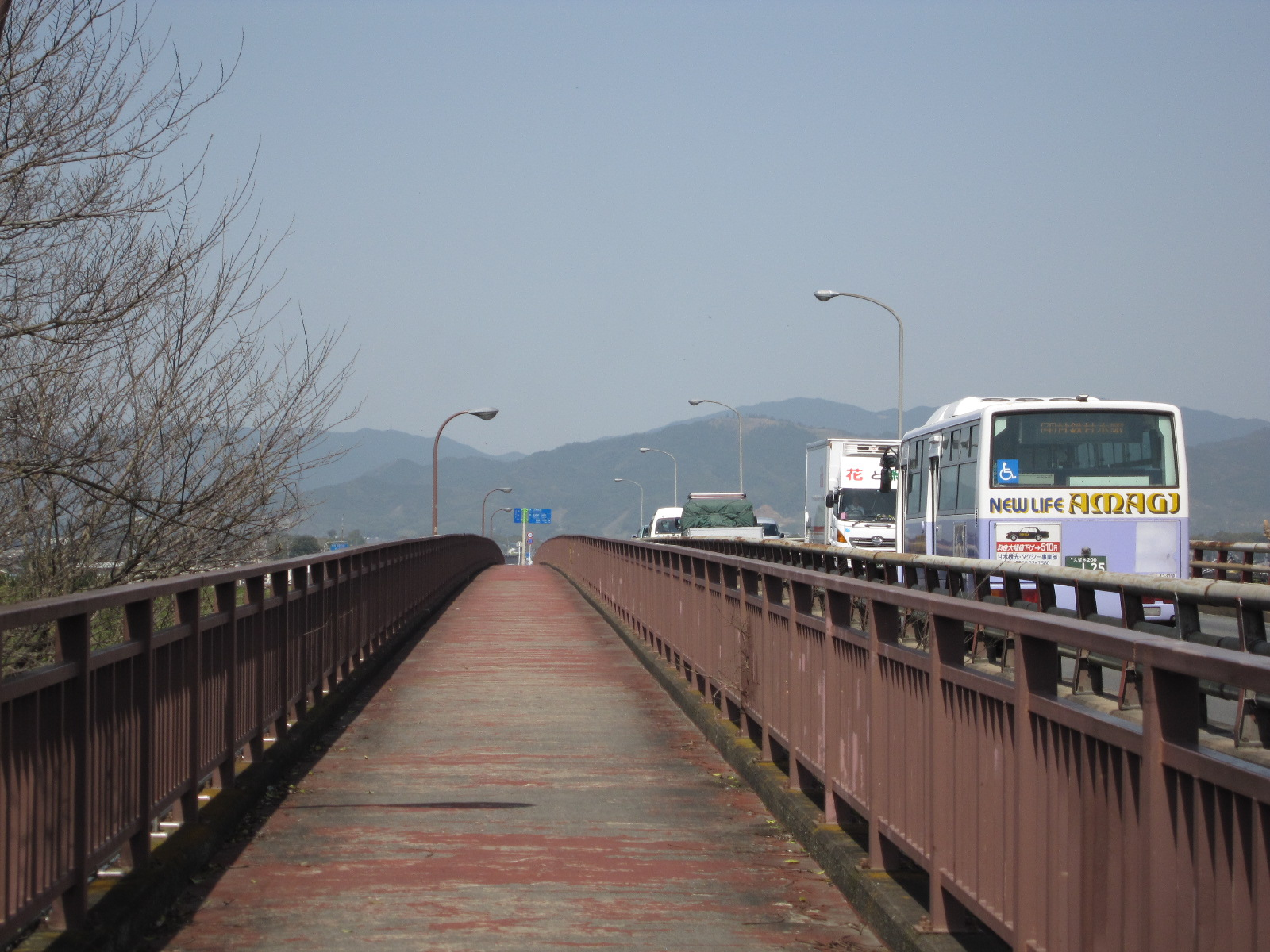
両筑橋をわたるバス（4番）

- 4 : 甘鉄甘木駅 - 甘木中央 - 希声館前 - 昭和通り - 朝倉医師会病院 - 朝倉医師会病院口 - 一ッ木 - 金川道 - 小田 - 鎌崎 - 林田 - 中村 - 両筑橋 - 野中 - 板町 - 横町 - 田主丸中央 - 田主丸駅前 - 田主丸中央病院
- 5 : 甘鉄甘木駅 - 甘木中央 - 希声館前 - 昭和通り - 朝倉医師会病院口 - 一ッ木 - 金川道 - 小田 - 鎌崎 - 林田 - 中村 - 両筑橋 - 野中 - 板町 - 横町 - 田主丸中央 - 田主丸駅前 - 田主丸中央病院

系統番号は、医師会病院経由に4番が、そうでないものに5番が付番されている。主に県道33号を経由して朝倉市中心部と久留米市田主丸町を結ぶ路線である。
本数は日中40分間隔。途中の田主丸中央バス停は西鉄と別の場所に設置されている。朝夕は朝倉医師会病院の構内へ入らない。

#### 三輪・山隈線
- 10 : 甘鉄甘木駅 - 甘木中央 - 希声館前 - 昭和通り - 西鉄甘木駅 - 本町 - 千代丸 - 東田 - 馬田小学校前 - 馬田 - ひばり丘 - キリンビール前 - 高田 - 三輪それり - 大刀洗駅 - 原地蔵 - 寿 - 山隈道 - 野町 - 高上 - めくばーる - 三輪小学校前
- 20 : 甘鉄甘木駅 - 甘木中央 - 希声館前 - 昭和通り - ピーポート前 - 東本町 - 甘木インター口 - イオン甘木店 - 東田 - 馬田小学校前 - 馬田 - ひばり丘 - キリンビール前 - 高田 - 三輪それり - 大刀洗駅 - 原地蔵 - 寿 - 山隈道 - 野町 - 高上 - めくばーる
- 21 : 三輪それり - 大刀洗駅 - 原地蔵 - 寿 - 山隈 - 野町 - 高上 - めくばーる - 三輪小学校前
- 22 : 大久保 - 山隈公民館前 - 山隈 - 寿 - 山隈道 - 野町 - 高上 - めくばーる - 三輪小学校前

系統番号は、千代丸経由が10番甘木インター口経由が20番、三輪それり発着が21番。主に国道500号を経由して朝倉市中心部と大刀洗町・筑前町を結ぶ路線である。筑前町方面へは西鉄バスに比べ、かなりの遠回りとなる。
本数はほぼ2時間に1本で、10番は朝1便のみの設定。また、20番の朝の1便のみがイオン甘木を通らない。
行きと帰りでめくばーる～高上（たこえ）間の経路が異なっており、三輪小学校前は甘鉄甘木駅行きの便しか通らない。

#### 甘木市街地循環線

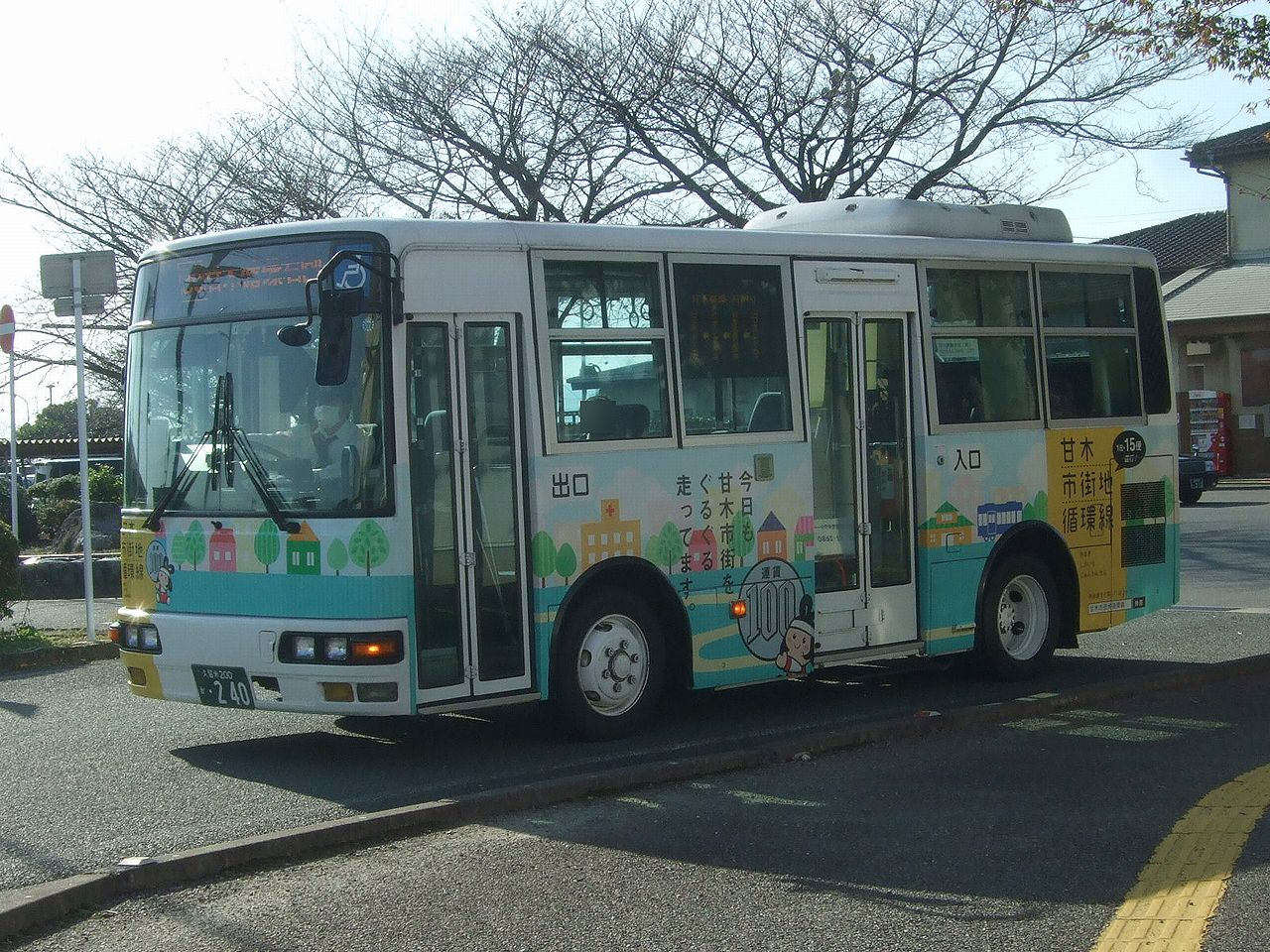
甘木市街地循環線の車両

- 30（右回り） : 甘鉄甘木駅 - 甘木中央 - 希声館前 - 朝倉市役所 - 昭和通り - ピーポート東 - 朝倉医師会病院 - 朝倉医師会病院口 - 一ツ木神社前 - イオン甘木店 - 甘木インター - 甘木インター口 - インター通り中央 - ピーポート西 - 西鉄甘木駅 - 甘鉄甘木駅 - 甘木中央
- 31（左回り）甘木中央 - 甘鉄甘木駅 - 西鉄甘木駅 - ピーポート西 - インター通り中央 - 甘木インター口 - 甘木インター - イオン甘木店 - 一ツ木神社前 - 朝倉医師会病院 - 朝倉医師会病院口 - ピーポート東 - 昭和通り - 朝倉市役所 - 希声館前 - 甘木中央 - 甘鉄甘木駅

2013年4月1日運行開始。左回り（甘木中央→イオン→市役所→甘鉄甘木駅）と右回り（甘鉄甘木駅→市役所→イオン→甘木中央）があり、月～土曜日の左回りはジャンボタクシーが使用される。運賃は100円均一。

### 廃止路線

#### 松丸線
- 3 : 甘鉄甘木駅 - 西鉄甘木駅 - 昭和通り - 希声館前 - 甘木中央 - 恵比須町 - 木工所前 - 持丸 - 下渕 - 大園橋 - 千手 - 夫婦石 - 長谷山 - 上秋月 - 中村 - 弓削 - 原田 - 松丸

2011年（平成23年）4月1日廃止。主に国道322号と国道500号を経由して朝倉市中心部と上秋月地区を結ぶ路線であった。現在、長谷山 - 松丸間は秋月小学校のスクールバスを活用した「上秋月地域スクールバス混乗化事業」を経て、乗合タクシー化された。

#### 長渕線
- 8 : 甘鉄甘木駅 - 甘木中央 - 希声館前 - 昭和通り - 朝倉医師会病院 - 朝倉医師会病院口 - 西原第一 - 西原第二 - 西原第三 - 甘木病院前 - 屋永 - 学校前 - 五角屋 - 中島田 - 立出 - 角虫 - 入地 - 長渕
- 9 : 甘鉄甘木駅 - 甘木中央 - 希声館前 - 昭和通り - 朝倉医師会病院口 - 西原第一 - 西原第二 - 西原第三 - 甘木病院前 - 屋永 - 学校前 - 五角屋 - 中島田 - 立出 - 角虫 - 入地 - 長渕

2012年（平成24年）4月1日廃止。系統番号は、朝倉医師会病院経由が8番、そうでないものが9番。主に県道33号と県道585号を経由して朝倉市中心部と筑後川沿いの長渕地区を結ぶ路線であった。現在は「あいのりタクシー」に代替されている。

#### 佐田線
- 16 : 甘鉄甘木駅 - 甘木中央 - 裁判所前 - 朝倉医師会病院 - 十文字 - 寺内 - 矢野竹 - 仏谷 - 佐田

2010年（平成22年）4月1日廃止。矢野竹までは17番と同じ経路で運行されていた。現在、矢野竹 - 佐田間は三奈木小学校のスクールバスを活用した「あいのりスクールバス（佐田コース）」に代替されている。

#### 矢野竹線
- 7 : 甘鉄甘木駅 - 甘木中央 - 希声館前 - 裁判所前 - 石の橋 - 地蔵茶屋 - 一里塚 - 横大 - 十文字 - 十文字中学校前 - 万願寺 - 下三奈木 - 農協前 - 札の辻 - 三奈木小学校前 - 荷原道 - 寺内 - 矢野竹
- 17 : 甘鉄甘木駅 - 甘木中央 - 希声館前 - 裁判所前 - 朝倉医師会病院 - 石の橋 - 地蔵茶屋 - 一里塚 - 横大 - 十文字 - 十文字中学校前 - 万願寺 - 下三奈木 - 農協前 - 札の辻 - 三奈木小学校前 - 荷原道 - 寺内 - 矢野竹

系統番号は、朝倉医師会病院を通らずに矢野竹で終点になるものが7番、朝倉医師会病院経由が17番である。主に県道112号と県道509号を経由して朝倉市中心部と矢野竹地区を結ぶ路線である。
末期の運行本数は2つの系統を合計して1時間半に1本程度。7番は朝夕に1本ずつの設定であった。
2013年（平成25年）4月1日廃止。あいのりタクシー矢野竹線に代替された。

#### 美奈宜の杜線
- 27 : 市街地コース - 甘鉄甘木駅 - 甘木中央 - 法務局前 - タイホー前 - 屋形原口 - 美奈宜の杜 - 矢野竹 - 美奈宜の杜 - 竹地蔵前
- 28 : 市街地コース - 甘鉄甘木駅 - 甘木中央 - 朝倉市役所 - 法務局前 - タイホー前 - 屋形原口 - 美奈宜の杜 - 矢野竹 - 美奈宜の杜 - 竹地蔵前
- 29 : 市街地コース - 甘鉄甘木駅 - 甘木中央 - 法務局前 - タイホー前 - 屋形原口 - 美奈宜の杜 - 矢野竹

系統番号は、朝倉市役所を通らずに竹地蔵前で終点になるものが27番、朝倉市役所経由が28番、矢野竹どまりが29番である。朝倉市中心部と美奈木地区北部の新興住宅地、美奈宜の杜を結ぶ路線で、全便が市街地コースとの直通運転を行っていた。
本数は3つの系統を合計して2時間に1本程度。27番は朝に1往復、29番は夜に1往復のみの設定で、27番は竹地蔵前始発便のみ市街地コースへ直通する。
2013年（平成25年）4月1日廃止。あいのりタクシー美奈宜の杜線に代替された。

#### 美奈宜の杜線市街地コース
- 28（左回り） : 甘鉄甘木駅→西鉄甘木駅→ピーポート前→東本町→甘木インター口→甘木インター→ジャスコ甘木店→一ツ木神社前→医師会病院→医師会病院口→昭和通り→西鉄甘木駅→甘鉄甘木駅→美奈宜の杜方面
- 28（右回り） : 美奈宜の杜始発→甘鉄甘木駅→西鉄甘木駅→昭和通り→医師会病院→医師会病院口→一ツ木神社前→ジャスコ甘木店→甘木インター→甘木インター口→東本町→ピーポート前→西鉄甘木駅→甘鉄甘木駅

朝倉市中心部の2駅やジャスコ・総合市民センター（ピーポート）・甘木インターなど、市内の要所を結ぶために設定された1周22分程度の循環線で、1時間ごとに右回りと左回りが交互に甘鉄甘木を出発するようになっている。
左回りの便は甘鉄甘木駅が始発で、右回りの便は美奈宜の杜方面から来るバスであり、それぞれ二度目に甘鉄甘木駅を通る際には終点になるか、美奈宜の杜線への直通運転となるため、甘鉄甘木駅をまたいでの循環線としての乗車はできない。
基本的に全便が系統番号28番で運行されるが、右回り始発便は系統番号が29番となる。また、左回り最終便は医師会病院を通らない上、2回目に甘鉄甘木を通ったときから系統番号が27番に変わる。
甘木市街地循環線・あいのりタクシー美奈宜の杜線に再編される形で2013年（平成25年）4月1日廃止。。

### 乗車券類
プリペイドカードやICカードなどは導入されていない。また、SUNQパス運営委員会に加入しておらずSUNQパスも使えない。
回数券
- 3400円（発行額3000円、100円券27枚・50円券10枚・10円券20枚のセット）
- 5750円（発行額5000円、100円券45枚・50円券21枚・10円券20枚のセット）
- 1920円（発行額1800円、80円券24枚） - 小学校用
- 5760円（発行額5000円、80円券72枚） - 小学校用

フリー乗車券
- ニューライフ60（60歳以上のみ利用可能）
  - 甘木観光バスの全線が乗り放題となる。
  - 1ヶ月（5000円）
  - 3ヶ月（10000円）
  - 6ヶ月（15000円）

## 貸切バス事業
一般の貸切バスのほか、特別支援学校のスクールバスを運行している。また、一時期サンシャインツアーが主催するツアーバスの受託運行を行っていた。

## タクシー事業
かつてはタクシー事業部を置き、タクシー事業を行っていたが、2022年4月24日を以て撤退、久留米市の安全タクシーに事業譲渡した

## 車両
一般路線車はすべて三菱製で、2台のみ西工ボディの車両が存在する。また、全車ともワンステップバスである。甘木市街地循環線の一部にはジャンボタクシーを充当する。
貸切車は三菱が中心だが、トヨタのマイクロバスも保有するほか、他社からの譲受車については日野車も保有している。ほとんどが純正ボディであるがこちらも一部に西工ボディの車両が存在する。
塗装は一般路線車および大型貸切車、マイクロバス貸切車は基本的に白色と薄紫色のツートンカラーである。デザインは一般路線車と貸切車で異なっており、一般路線車には「NEW LIFE AMAGI」のロゴが入り、貸切車両には「風」という文字が入る。中型・小型貸切車は白地に朱色・黄色・青色の帯を入れたデザインである。

## 朝倉市あいのりタクシー
朝倉市から委託を受け、予約制のデマンド交通であるあいのりタクシー美奈宜の杜線、矢野竹線の運行を担当していたが、安全タクシーに移管された。